# Хёёк, Малла
Амели «Малла» Хёёк (швед. Amelie "Malla" Höök; 1811―1882) ― шведская актриса и куртизанка. Играла на сцене Королевского драматического театра в Стокгольме в 1828―1842 гг. В основном известна в истории шведского театра как подруга актрисы Эмилии Хёгквист, любовницы короля Оскара I.

## Биография
Имя отца Маллы Хёёк неизвестно. Она брала уроки у балерин, выступавших в Королевском шведском балете в 1825―1826 гг., затем сама выступала с труппой театра Берггрен в 1826―1828 гг., дебютировала в Королевском драматическом театре в 1828 году и постоянно выступала в нём с 1829 по 1842 год. Была близкой подругой Эмили Хёгквист, и в первую очередь известна именно в таком качестве. Имела амплуа субретки.
Также получила известность как куртизанка: в течение нескольких лет была любовницей шведского дипломата. В 1842 году она закончила свою театральную карьеру в возрасте 31 года. По ходатайству к королю была объявлена совершеннолетней (согласно положениям Гражданского кодекса Швеции 1734 года, незамужние женщины считались несовершеннолетними, если только они сами не ходатайствовали о признании их совершеннолетними). Имела значительное состояние и в течение долгого времени проживала на вилле в Стокгольме за пределами района Дроттнингхольм, которую впоследствии покинула и переехала в поместье Людвига Хегардта (представителя видной аристократической фамилии), который, скорее всего, был её биологическим сыном.